# Pluie torrentielle sous orage

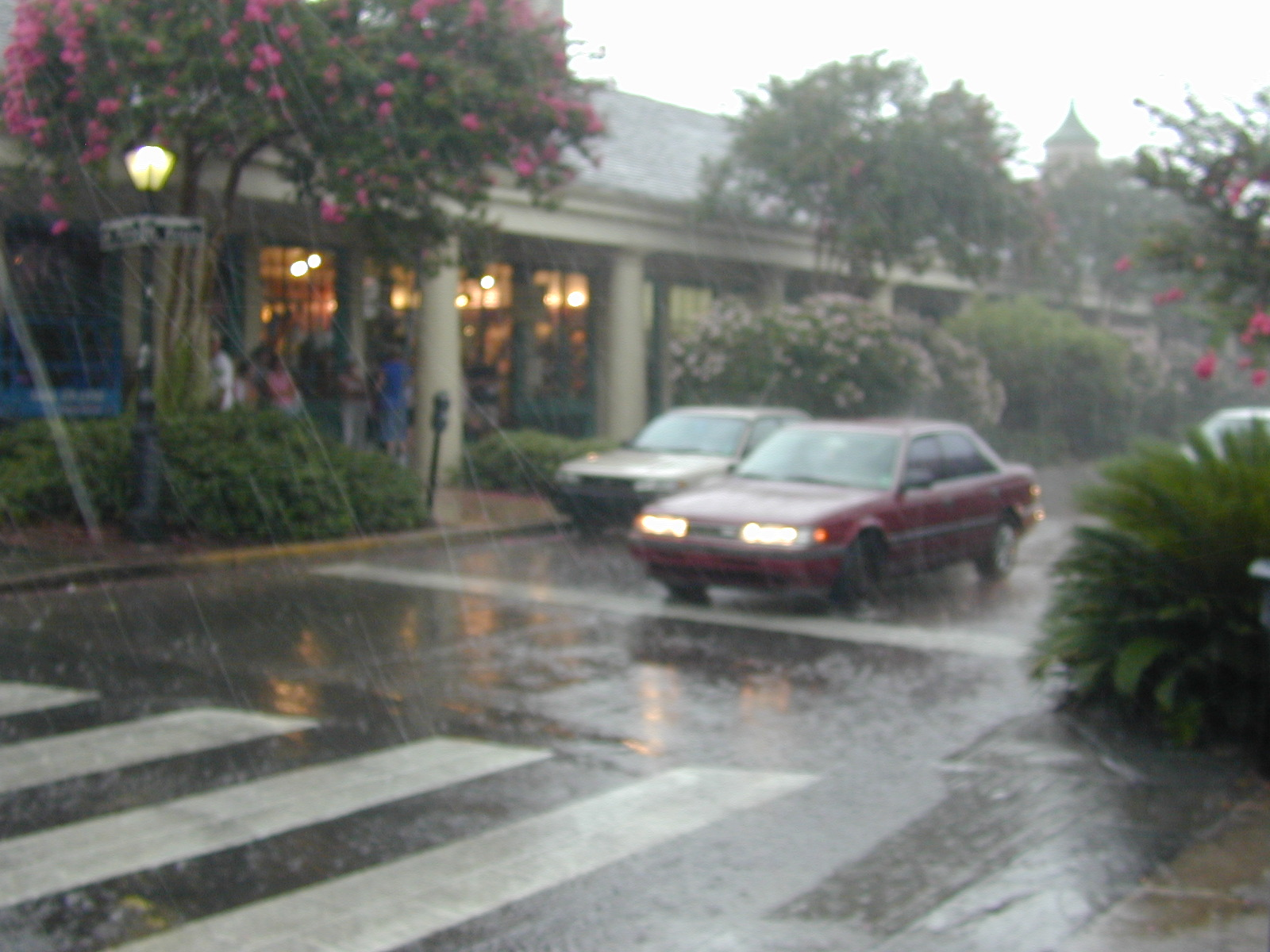
Pluie torrentielle sous un orage à La Nouvelle-Orléans

Une pluie torrentielle sous orage, aussi appelée lame d'eau, est un événement météorologique violent qui se produit lorsqu'un orage contenant une masse importante d'eau la déverse en très peu de temps sur une région limitée. Ces pluies causent souvent des inondations, en particulier lorsque le relief est accidenté et que la pluie ruisselle dans des pentes vers une vallée, causant la crue d'un cours d'eau. Le diagnostic et la prévision de ces pluies constituent pour le météorologue d'exploitation un problème particulièrement ardu. Ce type d'orage dépend en effet de la disponibilité d'humidité, d'un faible cisaillement des vents avec l'altitude et d'une circulation atmosphérique particulière.

## Conditions thermodynamiques

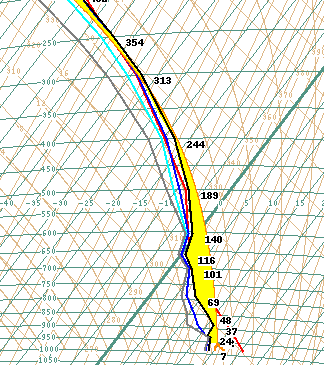
Téphigramme qui montre le chemin de la parcelle d'air convective, température versus pression (ligne rouge), par rapport à l'environnement (en noir). La surface en jaune est égale à son EPCD

Les orages se forment dans une masse d'air instable lorsqu'il y a une réserve importante de chaleur et d'humidité au niveau du sol et d'air plus sec et froid en altitude. Une parcelle d'air plus chaude que l'environnement entre en convection. Tant qu'elle n'est pas saturée, sa température change selon le taux adiabatique sec. À partir de la saturation, la vapeur d'eau contenue dans la parcelle d'air se condense selon les lois de la thermodynamique ce qui relâche de la chaleur latente et son changement de température avec la pression est alors celui qu'on appelle le taux pseudo-adiabatique humide. L'accélération ascensionnelle se poursuit jusqu'à ce que la parcelle arrive à un niveau où sa température égale celle de l'air environnant. Ensuite, elle se met à décélérer et le sommet du nuage est atteint quand la particule atteint une vitesse nulle. 
L'Énergie Potentielle de Convection Disponible (EPCD) pour des nuages de grande extension verticale (pouvant atteindre de grandes altitudes) est généralement plus importante que pour des nuages engendrant des simples averses. Ceci est important car les gouttes qui s'élèvent dans le courant ascendant perdent des électrons par collision comme dans un accélérateur de Van de Graff. Un plus haut sommet permet d'atteindre une température inférieure à -20 °C nécessaire pour donner un grand nombre de cristaux de glace. Ces derniers sont de meilleurs producteurs et transporteurs de charge ce qui permet une différence de potentiel suffisante entre la base et le sommet du nuage pour dépasser le seuil de claquage de l'air et donner de la foudre. 
On peut calculer l'eau disponible pour condensation grâce aux équations de la thermodynamique et évaluer le potentiel d'accumulation de pluie sous l'orage. Plus la masse d'air est humide, plus la quantité de vapeur d'eau à condenser sera grande. Si l'EPCD est faible, l'orage produit sera de faible extension verticale et peu de cette humidité se changera en pluie.

## Circulation atmosphérique
L'instabilité potentielle de l'air n'est pas le seul critère, il faut généralement un déclencheur. Par exemple, le passage d'un front froid ou le réchauffement diurne (du lever au coucher du soleil). Un tel déclencheur peut agir à la surface ou en altitude ce qui fait que les orages peuvent se développer près du sol ou être basés aux niveaux moyens de l'atmosphère. De plus, si l'énergie disponible est grande mais que le changement des vents avec l'altitude est fort, l'humidité condensée se retrouvera loin de son point de formation. Ainsi, les orages qui donnent des pluies torrentielles auront tendance à se retrouver dans une masse d'air instable et très humide avec peu de cisaillement des vents et ayant un déclencheur stationnaire. Le tout donne un orage très intense qui se déplace lentement ou une série d'orages passant au même endroit. 

### Configurations de Maddox

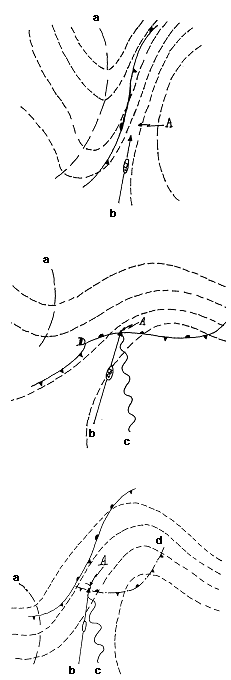
Configurations de Maddox de haut en bas : synoptique, frontal et méso-anticyclone.
a=Creux, b=courant-jet, c=langue humide et d=front de rafales

Un météorologue du National Weather Service américain, R. A. Maddox, est particulièrement connu pour la classification de trois types de circulations atmosphériques très propices à la formation d'orages à répétition. La caractéristique principale de ces flux est que les orages, même bénins, se reproduisent au même endroit ou défilent le long du même corridor et finissent par donner des accumulations impressionnantes. C'est ce qui est appelé des orages en série, en train, à formation rétrograde ou en V. Dans l'image de droite, qui illustre ces trois configurations, l'air circule parallèlement aux isobares (lignes tiretées).  

#### Synoptique
Cette circulation se caractérise par une zone frontale généralement orientée nord-sud, demeurant quasi stationnaire ou ne se déplaçant que très lentement vers l'est. On retrouve le plus souvent un courant-jet de bas niveau (au moins 20 nœuds) juste à l'avant du front, assurant ainsi un approvisionnement constant en humidité au secteur chaud dont les points de rosée atteignent au moins 15 °C. À l'occasion, un creux barométrique en altitude (ou onde courte météorologique) fournira un support dynamique qui pourra intensifier la convection. Du fait que le front de surface se déplace très lentement et que les vents en altitude sont presque parallèles à la zone frontale, les orages se développeront souvent en ligne dans le même secteur et se propageront au-dessus des mêmes régions. Ainsi, le passage successif de cellules orageuses au-dessus de ces régions pourra produire des quantités de précipitations exceptionnellement élevées,.

#### Frontal
Cette circulation se caractérise par une zone frontale quasi stationnaire, mais alignée cette fois dans la direction est-ouest. Un courant-jet de bas niveau (au moins 20 nœuds) et perpendiculaire à la zone frontale approvisionne cette dernière en humidité. Cet apport se traduit par des points de rosée en surface supérieurs à 15 °C. La convergence généralement associée à cette zone frontale a souvent été identifiée comme un mécanisme déclencheur des orages associés à ce type de situation. Dans cette configuration, les orages se développeront le plus souvent à l'intersection du courant-jet de bas niveau et du front de surface. Tout comme dans le cas précédent, la présence d'un creux vigoureux amenant de l'air chaud et sec au-dessus de la zone barocline rehaussera la convection. Tout comme dans la configuration "synoptique", les orages ont tendance à se former et à se déplacer au-dessus des mêmes
secteurs, créant ainsi une forte probabilité de pluie torrentielle,.

#### Méso-anticyclone
Un front de rafales généré par de forts orages déjà existants peut éventuellement générer de nouvelles cellules produisant des précipitations intenses et, possiblement, des pluies torrentielles. La situation la plus propice est caractérisée par un front de rafales quasi stationnaire. Dans ce cas, la zone de convergence associée au front demeurant au même endroit, les orages s'y développant ont tendance à affecter les mêmes régions pour de longues périodes de temps. Les précipitations abondantes ont surtout tendance à se produire dans le quadrant sud-ouest du méso-anticyclone associé. Elles seront généralement plus importantes et mieux organisées lorsqu'un creux en altitude et un courant-jet de bas niveau sont présents, fournissant ainsi un support dynamique accru à l'établissement de la convection,.

### Complexe convectif à méso-échelle

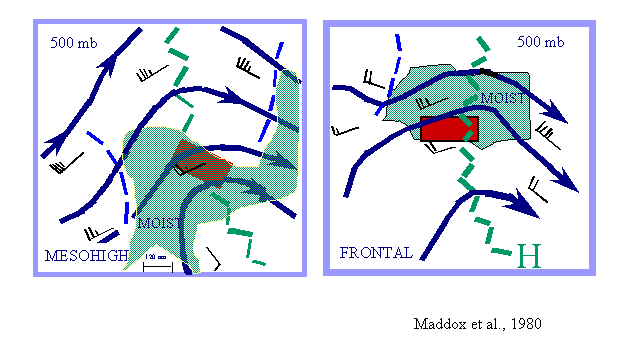
Circulation à 500 HPa typique d'un CCM. Les flèches indiquent le flux d'air, la ligne en zigzag la position de la crête d'altitude, la zone en vert l'humidité disponible et le carré en rouge la zone favorable à la formation des CCM

Un cas particulier d'orages à très forte pluviosité est celui des complexes convectifs de méso-échelle. Un CCM est un ensemble orageux se formant généralement en fin de journée à partir d'orages dispersés et qui atteint son apogée durant la nuit alors qu'il s'organise en une large zone circulaire. Après sa formation, il dérive dans le flux d'altitude et donne principalement des précipitations intenses causant des inondations sur de larges régions. Les CCM se développent sous une faible circulation atmosphérique anticyclonique, à l'avant d'un creux barométrique d'altitude, dans une masse d'air très instable et avec un cisaillement faible des vents avec l'altitude. La reconnaissance du type de la circulation atmosphérique est donc importante dans ce cas, en plus du potentiel thermodynamique.
La circulation des vents en altitude suit l'évolution d'une onde de Rossby et peut prendre la forme d'un sinus ayant des variations nord-sud. Dans l'image de droite, on voit deux situations à mi-atmosphère (500 hPa) avec lesquelles on peut obtenir le développement d'un CCM. L'air suivant dans les deux cas les flèches se trouve à progresser des régions plus chaudes vers celles plus froides dans un premier temps puis à se stabiliser après avoir contourné la crête (ligne en zigzag verte).  Si on retrouve sous cette circulation une forte advection d'air chaud et humide par un courant-jet de bas niveau dans le courant vers le pôle, on crée une convergence d'humidité (zone verte). Celle-ci est favorable en surface au soulèvement de l'air instable et au développement d'orages. De plus, en altitude, l'air diverge près de la crête ce qui augmente le mouvement vertical à grande échelle et généralise la convection atmosphérique. Le tout donne une forte probabilité de développement d'un CCM dans les zones rouges de l'image.
En général, le courant-jet de bas niveau est relativement faible durant la journée dans une telle circulation car on est dans une masse d'air assez homogène. On retrouve parfois un front stationnaire dans le flux de la crête vers lequel le courant-jet se dirige. On assiste donc à la formation en après-midi d'orages isolés, près et à l'ouest du courant-jet où l'on retrouve le maximum d'humidité. Ces orages se reforment continuellement dans l'environnement instable. Lorsque le Soleil se couche, il se crée un refroidissement à la surface ce qui donne une couche isotherme, ou même en inversion, le long de la bordure externes des nuages convectifs et augmentent l'intensité du courant-jet. 
Le renforcement du jet amène plus d'humidité et crée plus de convergence ce qui généralise les orages. Ces derniers vont finalement fusionner et l'extension maximale des CCM se produit durant la nuit en une zone circulaire orageuse. Au matin, le réchauffement diurne brise l'inversion et le courant-jet de bas niveau diminue ce qui freine la convection et les orages se transforment en nimbostratus. Les CCM donnent surtout des pluies torrentielles sur de large étendues, ces pluies sont autant convectives que stratiformes, selon le stage de développement. On peut avoir localement des signalements de grêle, vents violents ou même de tornades mais cela est peu fréquent à moins que le CCM se transforme en ligne de grain ou en Derecho.

## Effets
Les fortes pluies accompagnant un orage violent sont souvent appelées lames d'eau, du fait que les précipitations orageuses se déversent de façons violentes et donc donnant des inondations en quelques minutes. Elles laissent plusieurs dizaines de millimètres d'eau au sol. Généralement, 50 mm d'eau en une heure est le seuil où l'on considère que la pluie torrentielle sous un orage peut causer des dommages par des inondations immédiates ou dans les heures suivantes. Il faut cependant considérer la configuration du relief et la superficie couverte, en plus de la saturation des sols et du niveau d'eau dans les cours d'eau de la région.
En raison de la forte humidité ambiante dans l'orage, les lames d'eau se prolongent et donc augmentent le risque de crue. Selon l'étendue couverte par les orages et leur organisation en systèmes plus ou moins étendus, la pluie peut durer de 10 minutes à plusieurs heures. Les services météorologiques nationaux disposent d'un système d'alertes météorologiques pour alerter les populations du danger.